# مجید جعفرزاده
مجید جعفرزاده سرپرست معاونت حقوقی و امور مجلس در دولت اول  محمود احمدی‌نژاد و پس از سید احمد موسوی بود.
جعفرزاده در زمان شهرداری  احمدی‌نژاد معاونت حقوق شهرداری تهران را بر عهده داشت و پیش از انتصاب به سمت معاونت حقوقی و امور مجلس به عنوان معاون پژوهشی معاونت حقوقی فعالیت می‌کرد. وی پس از آن به سمت ریاست مراکز حقوق امور ریاست جمهوری منصوب و تا سال ۱۳۹۲ در این سمت فعالیت می‌کرد.  